# Макаровка (Болотнинский район)
Макаровка — исчезнувшая деревня в Болотнинском районе Новосибирской области. На момент упразднения входила в состав Боровского сельсовета. Исключена из учётных данных в 1982 году.

## География
Располагалась в верховье заболоченного оврага из которого берет начало один из верхних притоков реки Икса, в 7,5 км к юго-западу от поселка Бор.

## История
Посёлок Макаровский был основан в 1918 г. В 1926 году состоял из 11 хозяйств. В административном отношении входил в состав Маметьевского сельсовета Болотнинского района Томского округа Сибирского края.
До 1966 года входила в состав Зудовского сельсовета; до 1970 года в Дивенском сельсовете. Решением Новосибирского облисполкома от 14.09.1982 г. № 561 деревня исключена из учётных данных.

## Население
По переписи 1926 г. в посёлке проживало 83 человека (36 мужчин и 47 женщин), основное население — русские.